# Lysol
Lysol is een desinfecterend huishoudmiddel voor algemene toepassing in schoonmaakmiddelen en als middel om ongewenste luchtjes tegen te gaan. De benaming Lysol is een samentrekking van "lysosoom" en "oplosmiddel". Het actieve ingrediënt in veel van de Lysolproducten is benzalkoniumchloride. Lysol wordt op de markt gebracht door Reckitt Benckiser.
Het oorspronkelijk Lysol bevatte cresolen
en is in sommige delen van de wereld nog steeds in gebruik.
Lysolproducten die chloorfenol bevatten zijn nog steeds beschikbaar in de Verenigde Staten.
In 1918 adverteerde Lehn & Fink, Inc. tijdens de spaansegrieppandemie met Lysol als effectieve maatregel tegen het influenzavirus. Alles wat met patiënten in aanraking was geweest moest behandeld worden met Lysol. Lysol werd jarenlang als product voor intiemhygiëne aangeprezen, en zelfs als middel voor anticonceptie bij gebruik van vaginale douche met lysoloplossing na geslachtsgemeenschap De effectiviteit en veiligheid van lysol werd in de VS in advertenties aangeprezen door Europese "artsen". De American Medical Association kon bij onderzoek van de claims de geciteerde experts niet traceren en constateerde geen effectiviteit op het gebied van anticonceptie.
Aangezien verschillende lysolproducten sterk verschillende ingrediënten bevatten, moet voor gebruik het etiket goed gelezen worden.

## Gebruikte ingrediënten
- Ethanol 40 1-3%
- Isopropylalcohol 1-2%
- p-chloor-o-benzylfenol 5-6%
- kaliumhydroxide 3-4%
- Alkyl (C12-C18) dimethylbenzylammoniumchloride 0,08%
- Alkyl (C12-C16) dimethylbenzylammoniumchloride 0,02%